# Брустанка
Брустанка — река в России, протекает по Татарстану. Впадает в Нижнекамское водохранилище. Ранее устье реки находилось в 126 км по левому берегу реки Ик. Длина реки составляет 31 км, площадь водосборного бассейна 162 км². Берёт начало у деревни Чулпан.

## Данные водного реестра
По данным государственного водного реестра России относится к Камскому бассейновому округу, водохозяйственный участок реки — Ик от истока и до устья, речной подбассейн реки — бассейны притоков Камы до впадения Белой. Речной бассейн реки — Кама.
Код объекта в государственном водном реестре — 10010101312111100028817.